# الملحمة الكبرى
الملحمة الكبرى هي معركة كبيرة تحدث في نهاية الزمان بين المسلمين والروم وفقًا لعلم آخر الزمان في الإسلام. تتشابه بشكل عام مع معركة أرمجدون في علم آخر الزمان في المسيحية، وتحدث قبل ظهور المسيح الدجال.

## البداية
وردت تفاصيل الملحمة الكبرى في روايات أحاديث نبوية متعددة. فحسب الأحاديث النبوية فإن الملحمة الكبرى هي حرب عظيمة تكون بين الروم وبين المسلمين في آخر الزمان، قبل خروج الدجال، تحدث هذه المعركة بعد أن انتصر المسلمون والروم في القتال جنبًا إلى جنب ضد عدو مشترك. بعد انتصارهم ينشب صراع يدعي فيه مسيحي أن الصليب أتى بالنصر، فيرد مسلم على ذلك أن الله انتصر ثم يكسر الصليب، فتغدر الروم. وتبدأ الحرب. وهي معركة رهيبة، وفقًا لبعض روايات الأحاديث أنه إذا مر عصفور من فوق المعركة يسقط ميتًا قبل أن يصل إلى نهايتها.
وفي هذه المعركة يكون معسكر المسلمين عند غوطة دمشق ومعسكر الروم عند دابق، وفي هذه المعركة يُقتَل ثلث جيش المسلمين، ويفر ثلث، وينتصر الثلث الآخر، ويستمرون في المضي حتى يفتحون القسطنطينية، ثم يظهر بعدها المسيح الدجال.

## الأدلة على وجودها من الأحاديث النبوية
- روى أبو داود وابن ماجه في سننهما عن ذِي مِخْبَرٍ قَالَ: سَمِعْتُ رَسُولَ اللَّهِ صَلَّى اللهُ عَلَيْهِ وَسَلَّمَ يَقُولُ: سَتُصَالِحُونَ الرُّومَ صُلْحًا آمِنًا، فَتَغْزُونَ أَنْتُمْ وَهُمْ عَدُوًّا مِنْ وَرَائِكُمْ، فَتُنْصَرُونَ، وَتَغْنَمُونَ، وَتَسْلَمُونَ، ثُمَّ تَرْجِعُونَ حَتَّى تَنْزِلُوا بِمَرْجٍ ذِي تُلُولٍ، فَيَرْفَعُ رَجُلٌ مِنْ أَهْلِ النَّصْرَانِيَّةِ الصَّلِيبَ فَيَقُولُ: غَلَبَ الصَّلِيبُ، فَيَغْضَبُ رَجُلٌ مِنَ الْمُسْلِمِينَ، فَيَدُقُّهُ، فَعِنْدَ ذَلِكَ تَغْدِرُ الرُّومُ، وَتَجْمَعُ لِلْمَلْحَمَةِ.[7]
- روى مسلم في صحيحه عن أبي هريرة أن النبي قال: لا تَقُومُ السَّاعَةُ حتَّى يَنْزِلَ الرُّومُ بالأعْماقِ، أوْ بدابِقٍ، فَيَخْرُجُ إليهِم جَيْشٌ مِنَ المَدِينَةِ، مِن خِيارِ أهْلِ الأرْضِ يَومَئذٍ، فإذا تَصافُّوا، قالتِ الرُّومُ: خَلُّوا بيْنَنا وبيْنَ الَّذِينَ سَبَوْا مِنَّا نُقاتِلْهُمْ، فيَقولُ المُسْلِمُونَ: لا، واللَّهِ لا نُخَلِّي بيْنَكُمْ وبيْنَ إخْوانِنا، فيُقاتِلُونَهُمْ، فَيَنْهَزِمُ ثُلُثٌ لا يَتُوبُ اللَّهُ عليهم أبَدًا، ويُقْتَلُ ثُلُثُهُمْ، أفْضَلُ الشُّهَداءِ عِنْدَ اللهِ، ويَفْتَتِحُ الثُّلُثُ، لا يُفْتَنُونَ أبَدًا فَيَفْتَتِحُونَ قُسْطَنْطِينِيَّةَ، فَبيْنَما هُمْ يَقْتَسِمُونَ الغَنائِمَ، قدْ عَلَّقُوا سُيُوفَهُمْ بالزَّيْتُونِ، إذْ صاحَ فِيهِمِ الشَّيْطانُ: إنَّ المَسِيحَ قدْ خَلَفَكُمْ في أهْلِيكُمْ، فَيَخْرُجُونَ، وذلكَ باطِلٌ، فإذا جاؤُوا الشَّأْمَ خَرَجَ، فَبيْنَما هُمْ يُعِدُّونَ لِلْقِتالِ، يُسَوُّونَ الصُّفُوفَ، إذْ أُقِيمَتِ الصَّلاةُ، فَيَنْزِلُ عِيسَى ابنُ مَرْيَمَ صَلَّى اللَّهُ عليه وسلَّمَ، فأمَّهُمْ، فإذا رَآهُ عَدُوُّ اللهِ، ذابَ كما يَذُوبُ المِلْحُ في الماءِ، فلوْ تَرَكَهُ لانْذابَ حتَّى يَهْلِكَ، ولَكِنْ يَقْتُلُهُ اللَّهُ بيَدِهِ، فيُرِيهِمْ دَمَهُ في حَرْبَتِهِ.[8]
- روى أبو داود في سننه عن أبي الدرداء: «أَنَّ رَسُولَ اللَّهِ صَلَّى اللَّهُ عَلَيْهِ وَسَلَّمَ قَالَ إِنَّ فُسْطَاطَ الْمُسْلِمِينَ يَوْمَ الْمَلْحَمَةِ بِالْغُوطَةِ إِلَى جَانِبِ مَدِينَةٍ يُقَالُ لَهَا دِمَشْقُ مِنْ خَيْرِ مَدَائِنِ الشَّامِ».[9]

## زمن حدوثها
حدوث الملحمة الكبرى سيكون قبل خروج المسيح الدجال مباشرة، يقول ابن حجر في فتح الباري: «ولابن ماجه من حديث معاذ بن جبل مرفوعا: الملحمة الكبرى وفتح القسطنطينية وخروج الدجال في سبعة أشهر». ويقول عمر بن سليمان الأشقر: «الآيات الكبرى متتابعة في وقوعها، لا يكاد يفصل بينها فاصل زمني، وهي تشبه في تتابعها إذا وقعت العقد إذا انقطع سلكه الذي ينتظم حباته، فإن الحبة الأولى تسقط فتتبعها بقية الحبات بلا تأخير، روى الحاكم بإسناد صحيح عن أنس بن مالك ـ رضي الله عنه ـ قال: قال رسول الله صلى الله عليه وسلم: الأمارات خرزات منظومات في سلك، فإن يقطع السلك يتبع بعضها بعضاً ـ وقد أخبر الرسول صلى الله عليه وسلم أن وقوع الحرب الكبرى بين المسلمين والروم وهي التي سماها الملحمة ستكون أولاً، ثم يفتح المسلمون القسطنطينية، ثم يخرج الدجال.».

## عدد جيش الروم
جاء في صحيح البخاري أن جيش الروم أو بني الأصفر له ثمانين علم وراية، تحت كل راية اثنا عشر ألف مقاتل، جملتهم تسعمائة ألف وستون ألفًا (960 ألف مقاتل). فعن عوف بن مالك: «أَتَيْتُ النَّبِيَّ ﷺ فِي غَزْوَةِ تَبُوكَ وَهُوَ فِي قُبَّةٍ مِنْ أَدَمٍ، فَقَالَ: «اعْدُدْ سِتًّا بَيْنَ يَدَيِ السَّاعَةِ: مَوْتِي، ثُمَّ فَتْحُ بَيْتِ الْمَقْدِسِ، ثُمَّ مُوتَانٌ يَأْخُذُ فِيكُمْ كَقُعَاصِ الْغَنَمِ، ثُمَّ اسْتِفَاضَةُ الْمَالِ حَتَّى يُعْطَى الرَّجُلُ مِئَةَ دِينَارٍ فَيَظَلُّ سَاخِطًا، ثُمَّ فِتْنَةٌ لَا يَبْقَى بَيْتٌ مِنَ الْعَرَبِ إِلَّا دَخَلَتْهُ، ثُمَّ هُدْنَةٌ تَكُونُ بَيْنَكُمْ وَبَيْنَ بَنِي الْأَصْفَرِ فَيَغْدِرُونَ، فَيَأْتُونَكُمْ تَحْتَ ثَمَانِينَ غَايَةً، تَحْتَ كُلِّ غَايَةٍ اثْنَا عَشَرَ أَلْفًا».